# Aral (företag)

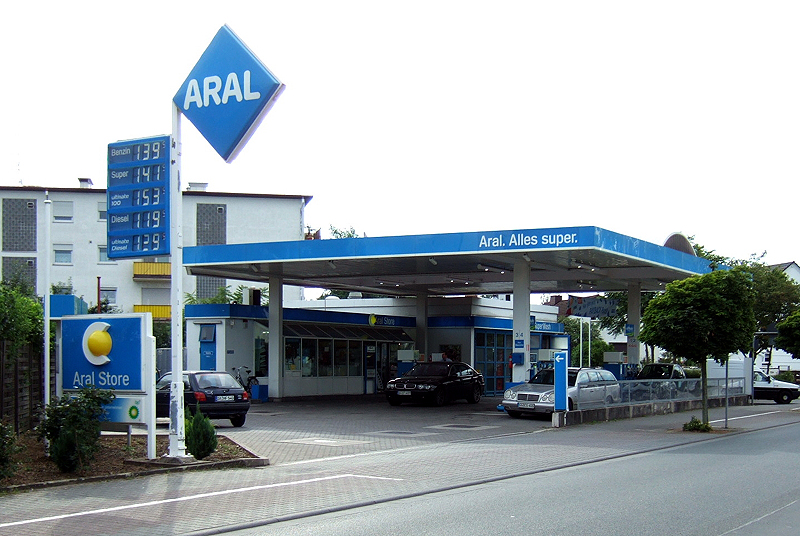
En Aral-bensinstation i Weiterstadt, Hessen, Tyskland.

Aral AG är ett tyskt bensinbolag som ingår i BP-koncernen.
I Tyskland finns fler än 2 700 Aral-bensinmackar. Arals märke kallas den blå diamanten, och dess färger - vitt och blått - är desamma som Arals hemstad Bochums. Aral säljer olika petroleumprodukter: Förutom vanlig bensin, dieselbränsle och smörjmedel säljer man även naturgas, flytande petroleumgas, såsom propan eller butan, flytande och gasformigt väte och eldningsolja. 
På många av Arals bensinstationer finns även en butik som erbjuder det mesta som människor på väg kan behöva så som chips, godis, drycker, tidningar och tobaksvaror, men även bilvårdsprodukter och motoroljor, telefonkort och presentkort. Butikerna håller vanligtvis öppet dygnet runt och sortimentet omfattar upp till 2 500 artiklar. Vissa stationer tillhandahåller även biltvätt. 

## Historia
Aral grundades 1898 som Westdeutsche Benzol-Verkaufsvereinigung. 1952 skapades BV-Aral.